# Marianne Lundquist
Marianne Lundquist, verheiratete Grane (* 24. Juni 1931 in Karlskoga; † 10. April 2020 in Stockholm), war eine schwedische Schwimmerin.

## Leben
Lundquist wurde 1931 in der Gemeinde Karlskoga geboren. 1948 gehörte sie der schwedischen Delegation bei den Olympischen Sommerspielen in London an und trat in den Schwimmwettbewerben im 100 m Freistil und im 4 × 100 m Freistil an. Vier Jahre später bei den Olympischen Sommerspielen in Helsinki war sie erneut Teil der schwedischen Delegation. Diesmal trat sie in den Schwimmwettbewerben im 100 m Freistil, im 400 m Freistil und im 4 × 100 m Freistil an.
Später zog sie sich aus dem aktiven Schwimmsport zurück und arbeitete als Grundschullehrerin. Gegen Ende ihrer beruflichen Karriere widmete sie sich erneut dem Schwimmsport. 1992 gewann sie eine Goldmedaille bei den World Masters Championships in Indianapolis.
Seit 1955 war sie mit dem Sportpädagogen Kjell Grane verheiratet. Aus der Ehe gingen mehrere Kinder hervor. Zuletzt lebten die beiden in einem Altersheim in Stockholm. Während der COVID-19-Pandemie in Schweden erkrankten die beiden dort an einer SARS-CoV-2-Infektion und verstarben nacheinander im Abstand von acht Tagen.